# Вегетативний стан
Вегетативний стан (також вегетативне життя) — відсутність можливості до невимушеної ментальної активності (декортикація) через значні ушкодження чи дисфункцію півкуль головного мозку зі збереженням діяльності діенцефальної області та стовбуру мозку, що зберігають вегетативні й рухові рефлекси.

## Причини
Різноманітні дифузні ураження головного мозку можуть супроводжуватись настанням вегетативного стану. Вегетативний стан може визначатись як постійний, якщо триває понад 4 тижні. Найбільш поширеними причинами постійного вегетативного стану є важка черепно-мозкова травма або глобальна аноксія (кисневе голодування) мозку (наприклад, під час зупинки серця чи повішання).

## Прогноз
Якщо такий стан триває понад шість місяців, лише у невеликого числа хворих можливе часткове відновлення свідомості. У 50 % дорослих хворих інтерактивна свідомість повертається упродовж перших 6 місяців після черепно-мозкової травми та, зазвичай, супроводжується перманентним (сталим) порушенням функції мозку, що призводить до інвалідності. Після 6 місяців шанси одужання прогресивно зменшуються. Тільки 10—15 % хворих з аноксією мозку притомніють, якщо зупинка серця сталась у лікарні, і 5 % хворих із зупинкою серця поза лікарняними умовами. Близько 60 % дітей притомніють упродовж першого року після травми мозку, однак після аноксичного ушкодження мозку прогноз не відрізняється від дорослих хворих. Лише незначне число хворих, які прийшли до тями за 6 місяців, здатні обслуговувати себе самостійно. Останнім часом розглядається такий метод лікування, як транскраніальна стимуляція головного мозку.

## Лікування
Леводопа — лікарський, протипаркінсонічний засіб.